# Кейт Кармак
Кейт Кармак, індіанське ім'я Shaaw Tláa (1857—1920) — індіанка племені тагіш, золотошукачка, майстриня з народних ремесел. Відкривачка золота на річці Юкон, що згодом викликало Клондайкську золоту лихоманку (1897-1899). Її внесок довгий час було приписано її чоловіку, Джорджу Кармаку, та її братам.

## Життєпис
Народилася близько 1857 року біля озера Беннет. Батько — Kaachgaawáa — був вождем племені клану Ворони (Deisheetaan), мати — Gus'dutéen — з клану Вовка (Dakl'awidí). У родині ще було 7 братів і сестер. 
Ім'я Shaaw Tláa на мові тагіш означає «старша, ніж старші». Shaaw Tláa була одружена з кузеном Kult’ús, але чоловік і їх малолітня дочка померли від епідемії на початку 1880-х років, після чого вона повернулася до свого племені. У цій же епідемії померла і її молодша сестра, яка недовго жила з білим чоловіком Джорджем Кармаком. 
Одруження овдовілих з ріднею було звичаєм в індіанців, тому невдовзі (у 1886) Shaaw Tláa почала жити з Кармаком. Невідомо, як було організовано шлюб: християнських чи світських обрядів не проводилося, офіційно в державних установах не реєструвалося, та й не було жодних державних установ у Даї чи Сороковій Милі на той час. Також невідомо, чи проводилися якісь весільні обряди в традиціях індіанців. Найімовірніше, вождь племені просто дав згоду і Shaaw Tláa почала жити з Кармаком. Чоловік дав їй ім'я Кейт і надалі вона була знана як Кейт Кармак.
Наступні роки Кармак слідувала за чоловіком у його пошуках золота та інших заробітків у районі Юкону — переносила вантажі через Чілкутський перевал, допомагала при сплавлянні лісу, рибальстві, у добуванні вугілля, торгівлі. Її індіанські навички були життєво необхідними для сім'ї, щоб вижити в суворих умовах півночі. Жодна справа чоловіка, однак, не зробила їх багатими, і більшість часу Кейт Кармак шила одяг та мокасини для старателів.
У 1892 році чоловік допомагав будувати англіканську церкву у селищі Форт-Селкірк. Там у січні 1893 року Кейт народила дочку, якій дали спочатку індіанське ім'я Ahgay, а згодом назвали Ґрафі Ґрейс (Graphie Grace). Офіційних записів про народження дитини зроблено не було, хоча її там же похрестили в церкві Св. Андрія. Лише після цього чоловік повідомив сестрі в Каліфорнії, що одружений, проте збрехав, нібито вона ірландка і розмовляє із сильним акцентом.
У серпні 1896 року Кейт Кармак, миючи посуд на річці Rabbit Creek, побачила золоті самородки. Це знаменувало найбільшу золоту лихоманку в історії людства, зробивши їхню родину мільйонерами. У своїх перших розповідях її чоловік визнавав, що саме Кейт першою побачила золото. Втім, через кілька років він навіть не згадував, що там була присутня Кейт, і все відкриття присвоював собі.
Наступний рік вони працювали на своїх двох ділянках. Незважаючи на те, що золота було багато, воно було ще в землі й сім'я першу зиму виживала завдяки Кейт, яка продовжувала шити одяг і готувати їжу для старателів, благо, попит завжди перевищував пропозицію. Наступного року (1897) становище покращилося, оскільки частину золота вже вдалося промити й зробити закупи в Доусон-Сіті. Втім, продуктів навіть тоді було обмаль. Два роки вона з чоловіком працювали на своїх ділянках.
Наприкінці серпня 1898 року вони пароплавом спустилися вниз течією Юкону до форту Сент-Майкл і далі — до Сіетла (серпень 1898 р), де відразу почали жити на широку ногу. Компанію їм склали брати Кейт. На жаль, Кейт Кармак виявилася зовсім чужою в цивілізації білих людей. Всі її знання, навички і вміння, що вироблялися її народом тисячоліттями для виживання в умовах природи півночі, були абсолютно непридатні і не затребувані в Каліфорнії. Вона сильно програвала білим жінкам — неписьменна, з поганою англійською, без світських звичок, вміння грати на піаніно. Як і більшість індіанців, вона не змогла протистояти згубним звичкам білих — алкоголю, бурхливим вечіркам. Одного разу вона була заарештована і оштрафована за «аборигенський військовий танок» у готелі Сієтлу.
Досить скоро чоловік порвав зі своїми родичами індіанцями — братами Кейт, а її з дочкою Ґрафі та племіннцею Мері відіслав до своєї сестри Розі в Каліфорнію, сам у 1900 році повернувшись у Доусон-сіті. Розі була шокована появою Кейт. Думка, що Кейт є ірландкою (як писав їй Джордж) вже налаштувала Розі проти неї, але те, що Кейт — індіанка, було занадто. Навпаки, до її доньки Ґрафі Ґрейс вона була дуже прихильна. Через рік чоловік Кармак повернувся з Доусон-сіті вже з іншою дружиною, з Кейт зустрічатися не захотів і попросив сестру відіслати її назад на Аляску.

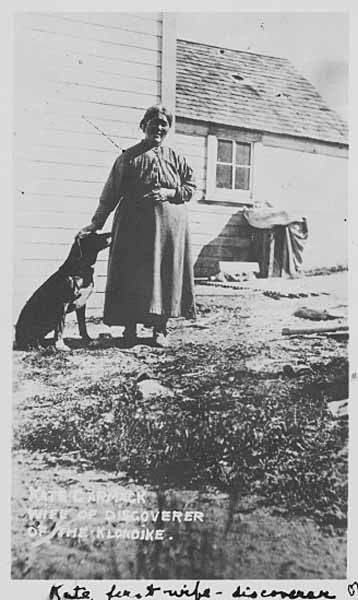
Кейт Кармак біля свого будинку в Каркросс

Кармак спочатку пробувала відсудити якусь частку з мільйонних статків чоловіка. Кілька друзів допомагали їй у паперових справах, але жодних документів, які б підтверджували її статус дружини чи спільної дитини, не було. Незабаром Кармак з дочкою і племінницею повернулася на Юкон. Селище тагішів, де вона народилася, вже не існувало — через нього пройшла залізниця, тому Кармак поселилася у містечку Карібу Кроссінг (згодом Каркросс), де з допомогою брата збудувала дерев'яний зруб. Немає жодних свідчень, що колишній чоловік якось фінансово допомагав їм після розлучення. До кінця життя Кейт Кармак жила на невелику пенсію, допомогу брата і на виручку за свою ручну роботу — рукавиці, мокасини. У 1909 році Джордж без її відома забрав їхню дочку до Каліфорнії, і Кармак більше її не бачила.
Кейт Кармак мала проблеми з алкоголем (як і всі її брати) та ожирінням. Весь час вона тужила за колишнім життєвим укладом — серед природи, в оточенні індіанської родини, разом з чоловіком та дочкою.
Померла Кейт Кармак 29 березня 1920 року від епідемії грипу. Похована там же, у Каркроссі. До 1967 року на її могилі стояв дерев'яний надгробок, потім його змінили на кам'яний. Прізвище написане з помилкою — Carmacks замість Carmack. На надгробку — цитата з різдвяної пісні "Три Волхви": «Gold I Bring to Crown Him Again» — «Я приніс золото, щоб його коронувати».
Кейт Кармак занесена до Канадського залу слави гірничої справи. 2016 року громада Юкону запропонувала її ім'я та портрет для зображення на банкноті номіналом у п'ять канадських доларів.